# Ива северная
И́ва се́верная (лат. Salix myrsinifolia subsp. borealis) — древовидное или кустарниковое растение, по современной классификации подвид Ивы мирзинолистной (Salix myrsinifolia) семейства Ивовые. Переводом латинского именования является Ива мирзинолистная подвид северная. Ранее выделялась в ранге вида как лат. Salix borealis.

## Ботаническое описание
Древовидный кустарник или небольшое дерево высотой 6—8 м, ствол 15 см в диаметре. Кора густая, округлая. Ветви крепкие, сильно раскидистые, молодые побеги бело-войлочного цвета.
Почки тупые, длинноволосистые. Прилистники крупные. Черешки толстые, волосистые. Листья крупные, 6—12,5 см в длину и 3—5 см в ширину, жёсткие; молодые листья войлочно-волосистые, взрослые голые или волосистые. Форма листа яйцевидная, эллиптическая, обратнояйцевидно-ланцетная или продолговатая. Наибольшую ширину лист имеет примерно посередине или чуть выше. Края мелко пильчатые или выемчато пильчатые. Цвет листьев обычно зелёный с обеих сторон, но иногда может быть сизоватым с нижней части. Боковых жилок 10—12 пар, они сильно выступают.
Серёжки расцветают либо одновременно с листьями, либо после распускания листьев; расположены на удлинённой бело-войлочной ножке с листочками; длина серёжек до 10 см, ширина 1,5 см; они изогнутые, полуповислые, основание их рыхлое. Чашечки тёмного цвета на верхушке, длинно-бело-волосистые.
Завязь крупная, толстая, голая (иногда может быть опушённой), клиновидной формы, расположена на длинной волосистой ножке с довольно длинным столбиком. Нектарник продолговатой формы, выемчатый; короче, чем ножка, в 3—4 раза. Коробочка достигает в длину 8 мм. Цветение происходит в июне.
Вид описан из Швеции.

## Экология и распространение
Ива северная произрастает в лесах северной полосы, в лесотундре, в субальпийском горном поясе. Распространена на Скандинавском полуострове, севере европейской части России и в Сибири.
Содержит дубильные вещества и 6,08—13,6 % таннинов. Молодые листья и ветви используются на корм скоту. Кора используется для плетения, ветви в качестве хвороста.

## Классификация

### Таксономия
- Salix myrsinifolia subsp. borealis (Flod.) A.K.Skvortsov, 1968,  Willows USSR 154

Подвид Ива северная включается в состав вида Ива мирзинолистная (Salix myrsinifolia) рода Ива (Salix) семейства Ивовые (Salicaceae) порядка Мальпигиецветные (Malpighiales), последовательно входящего в более крупные клады Фабиды → Розиды → Суперрозиды → Эвдикоты → Цветковые растения. Таксономическая схема в соответствии с Системой APG IV по состоянию на июнь 2024 года:
|  |                          |  |                                   |                                   |                  |  | еще 35 семейств | еще 35 семейств |                        |  |                                    |  | еще 625 подтвержденных видов и 1 028 видов, ожидающих подтверждения | еще 625 подтвержденных видов и 1 028 видов, ожидающих подтверждения |  |
|  |                          |  |                                   |                                   |                  |  | еще 35 семейств | еще 35 семейств |                        |  |                                    |  | еще 625 подтвержденных видов и 1 028 видов, ожидающих подтверждения | еще 625 подтвержденных видов и 1 028 видов, ожидающих подтверждения |  |
|  |                          |  |                                   | порядок Мальпигиецветные          |                  |  |                 |                 | род Ива                |  |                                    |  |                                                                     |                                                                     |  |
|  |                          |  |                                   | порядок Мальпигиецветные          |                  |  |                 |                 | род Ива                |  | Ива мирзинолистная подвид северная |  |                                                                     |                                                                     |  |
|  | клада Цветковые растения |  |                                   |                                   | семейство Ивовые |  |                 |                 | вид Ива мирзинолистная |  |                                    |  |                                                                     |                                                                     |  |
|  | клада Цветковые растения |  |                                   |                                   |                  |  |                 |                 |                        |  |                                    |  |                                                                     |                                                                     |  |
|  |                          |  | ещё 63 порядка цветковых растений | ещё 63 порядка цветковых растений |                  |  |                 | еще 55 родов    | еще 55 родов           |  |                                    |  |                                                                     |                                                                     |  |
|  |                          |  |                                   | ещё 63 порядка цветковых растений |                  |  |                 |                 | еще 55 родов           |  |                                    |  |                                                                     |                                                                     |  |